# Les Amours célèbres (bande dessinée)
Cet article concerne la bande dessinée de Paul Gordeaux. Pour le film de Michel Boisrond, voir Les Amours célèbres.
Les Amours célèbres est une série de bande dessinée à format vertical, publiée dans le quotidien France-Soir des années 1950 à 1970, qui relate les amours célèbres au travers du temps. Les textes sont de Paul Gordeaux, qui sera par la suite remplacé par Robert Mallat puis Yves Grosrichard, et les dessins (en noir et blanc) ont été exécutés selon les époques par différents artistes : Jean Reschofsky, Jean Ache, Jean Bellus, Henry Blanc, Jean Lenoir, Louis Moles, Jean Effel, Jacques Pecnard, Sennep, Jacques Grange, Jean-Albert Carlotti, Étienne Lage, Louis Berings, Roger Chancel, William Marshall, Andréas Rosenberg, Josette Stéfani, Fabien Fabiano, Charles Popineau, Claude Jambers ou encore Albert Uderzo.
Cette série, lancée par France Soir le 22 novembre 1950 pour faire le pendant à son autre grand succès, Le crime ne paie pas, fut inaugurée par l'histoire de Juliette et Roméo, illustrée par Jean Reschofsky.
De très nombreuses histoires d'amours historiques, véridiques et célèbres furent ainsi écrites au jour le jour par Paul Gordeaux. Certaines bandes duraient quelques jours, comme l'histoire de la comtesse Tarnowska, et d'autres des semaines, voire des mois, comme Napoléon et les femmes dont la publication a duré 196 jours, presque deux fois plus que le second règne de l'Empereur.
Un problème se pose souvent quand une histoire est choisie. Doit-elle passer dans la colonne des Amours célèbres ou dans celle du Crime ne paie pas ? Souvent, l'hésitation est permise. Car il est souvent difficile, dans l'art et dans la vie, de séparer l'amour des crimes et les crimes de l'amour.
Jusqu'en 1972, les célèbres « bandes verticales » passionnèrent des millions de lecteurs. À tel point que France Soir en republia un grand nombre entre 1976 et 1987.
En 1971, la série permit au peintre et dessinateur Jacques Pecnard d'obtenir le Prix des Illustrateurs de Presse.

## Bandes publiées
Les Amours célèbres parurent également sous forme de magazine vendu en supplément du Journal France-Soir, le premier de chaque mois à compter du 1er avril 1953 et dont les titres les plus fameux sont les suivants :
- La comtesse Tarnowska, images de Jacques Pecnard
- Angélique de Fontanges et Louis XIV, images de Louis Moles
- La princesse Louise et le comte Mattachich, images de Louis Moles
- Roméo et Juliette , images de Jean Reschofsky
- Koenigsmark et Sophie-Dorothée, images d'Étienne Lage
- Lola Montès, images de Jacques Grange
- Max Linder et Jeanne Peters, images de Jacques Pecnard
- Marion De Lorme, images de Étienne Lage
- Mado d'Ambricourt et le Capitaine Meynier, images d'Étienne Lage
- La Geisha Okitchi (La vraie Madame Butterfly), images de Jacques Pecnard
- Messaline, images de Jacques Pecnard
- Pierre-Paul Prud'hon et Constance Mayer, images de Tapiero
- Alexandre et Draga de Serbie, images Étienne Lage
- La comtesse de Castiglione, images de Jacques Grange
- La Païva, images de Louis Moles
- Agnès Bernauer, images de Louis Moles
- La belle écuyère Jenny de Rahden, images de Jacques Pecnard
- Lady Hamilton, images d'Étienne Lage
- Le Général Boulanger et Mme de Bonnemains, images de Jacques Pecnard
- Marie Duplessis, La Dame aux Camélias, images Étienne Lage
- David et Bethsabée, images d'Étienne Lage
- Elisabeth d'Autriche, l'impératrice errante, images de Jacques Pecnard
- Mayerling, images de Jacques Pecnard
- Le secret de Jean Orth, images de Jacques Pecnard
- Camille et Lucile Desmoulins, images de Jacques Pecnard
- La Reine Margot, images de Louis Moles
- Ferdinand Lassalle et Hélène de Doenniges, images de Jacques Pecnard
- Lamartine et Elvire
- Marie Stuart
- Lucrèce Borgia
- Ninon de Lenclos
- Stendhal et les femmes
- La Dame aux camélias
- George Sand

## Filmographie
- En 1961, Michel Boisrond a réalisé un film à sketches, Les Amours célèbres, inspiré de cette série de bande dessinée de Paul Gordeaux.